# Lichénométrie

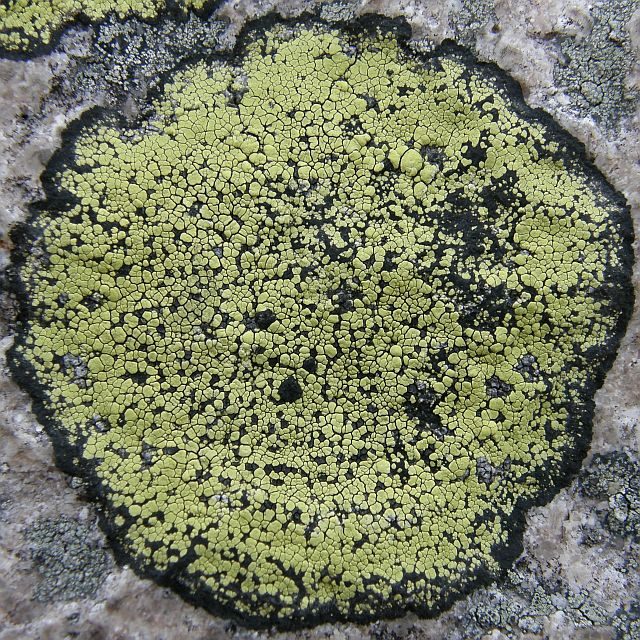
Rhizocarpon geographicum, espèce de lichen la plus utilisée en lichénométrie.

En archéologie, paléoécologie et géomorphologie, la lichénométrie est une méthode de datation géochronologique basée sur la vitesse de croissance des lichens pour déterminer l'âge d'exposition des roches (en).
Cette technique est expérimentée pour la première fois par le botaniste norvégien Knut Fægri en 1933 mais n'est mentionnée dans un article scientifique qu'en 1950 par le lichénologue autrichien Roland Beschel.

## Principe
Plusieurs méthodes sont utilisées. La plus simple tire parti des espèces de lichens crustacés qui croissent de façon régulière et circulaire, et qui ont une vitesse de croissance très lente (entre 0,1 et 0,3 mm/an). Leur âge peut être déterminé en mesurant leur diamètre et en le comparant à la courbe de croissance étalonnée de l'espèce. Cette méthode doit cependant être utilisée avec précaution car cette croissance est  fonction de l'environnement direct du lichen (humidité, exposition, température, nature du substrat, etc.). Le calibrage de la courbe n'est fiable qu'en l'établissant sur un grand nombre de lichens étalonnés dont la date du support artificiel est connue (ponts, pierres tombales, barrages, routes, ruines archéologiques).

## Applications
Cette méthode s'applique généralement pour une datation de 500 ans ou moins, mais l'espèce Rhizocarpon geographicum permet de dater des roches, dans des zones extrêmement froides et arides, qui peuvent atteindre 4 500 ans.
La lichénométrie permet de dater les systèmes d'anciennes moraines, et donc de reconstituer l'extension maximales des glaciers et la climatologie de haute montagne. Elle est également un moyen d'évaluer la dynamique littorale (datation des cordons littoraux rocheux), la dynamique récente et passée d'une rivière (marqueurs de crue, les lichens recolonisent rapidement les blocs de pierre mis à nu ; datation des terrasses alluviales).
L'étude lichénométrique s'applique également aux mégalithes, la cartographie des lichens donnant une indication sur les pierres qui ont subi un basculement, un redressement ou une mise en place récente.